# Leucocroton brittonii
Leucocroton brittonii är en törelväxtart som beskrevs av Brother Alain. Leucocroton brittonii ingår i släktet Leucocroton och familjen törelväxter. Inga underarter finns listade i Catalogue of Life.